# باري شولمان
باري شولمان (بالإنجليزية: Barry Shulman)‏ هو لاعب بوكر أمريكي، ولد في 8 مايو 1946 في سياتل في الولايات المتحدة.